# Клаусдорф (Штралсунд)
Клаусдорф (њем. Klausdorf) општина је у њемачкој савезној држави Мекленбург-Западна Померанија. Једно је од 64 општинска средишта округа Нордфорпомерн. Према процјени из 2010. у општини је живјело 630 становника. Посједује регионалну шифру (AGS) 13057047.

## Географски и демографски подаци
Клаусдорф се налази у савезној држави Мекленбург-Западна Померанија у округу Нордфорпомерн. Општина се налази на надморској висини од 1 метара. Површина општине износи 11,7 km². У самом мјесту је, према процјени из 2010. године, живјело 630 становника. Просјечна густина становништва износи 54 становника/km².